# Istre (fill d'Oceà)
Segons la mitologia grega, Istre (en grec antic: Ἴστρος, Istros) va ser una divinitat fluvial, fill d'Oceà i de Tetis, i personificació del riu Istre, l'actual Danubi.
Dos dels seus fills, anomenats Heloros i Acteu, van combatre a Mísia al costat de Tèlef quan es va produir el desembarcament grec que es dirigia a Troia.